# Maria, Princesa Real e Princesa de Orange
Maria Henriqueta Stuart (em inglês: Mary Henrietta Stuart; Londres, 4 de novembro de 1631 – Londres, 24 de dezembro de 1660) foi Princesa Real da Inglaterra e também Princesa de Orange e Condessa de Nassau como esposa de Guilherme II, Príncipe de Orange. Era a filha mais velha do rei Carlos I da Inglaterra e de sua esposa a rainha Henriqueta Maria da França. Seu único filho posteriormente se tornou o rei Guilherme III da Inglaterra & II da Escócia. Maria foi a primeira filha de um monarca inglês a possuir o título de Princesa Real.
Dois dias antes da morte de seu marido em 1650, Maria deu à luz um filho, Guilherme, que mais tarde se tornou o rei da Inglaterra. Maria, que era impopular nos Países Baixos, compartilhou a guarda de seu filho com sua sogra Amália de Solms-Braunfels, que considerava a nora jovem e inexperiente e com quem nutria um difícil relacionamento.
Após a restauração da monarquia na Inglaterra em 1660, Maria partiu para as celebrações em Londres, onde adoeceu com varíola e morreu.

## Biografia

### Início de vida

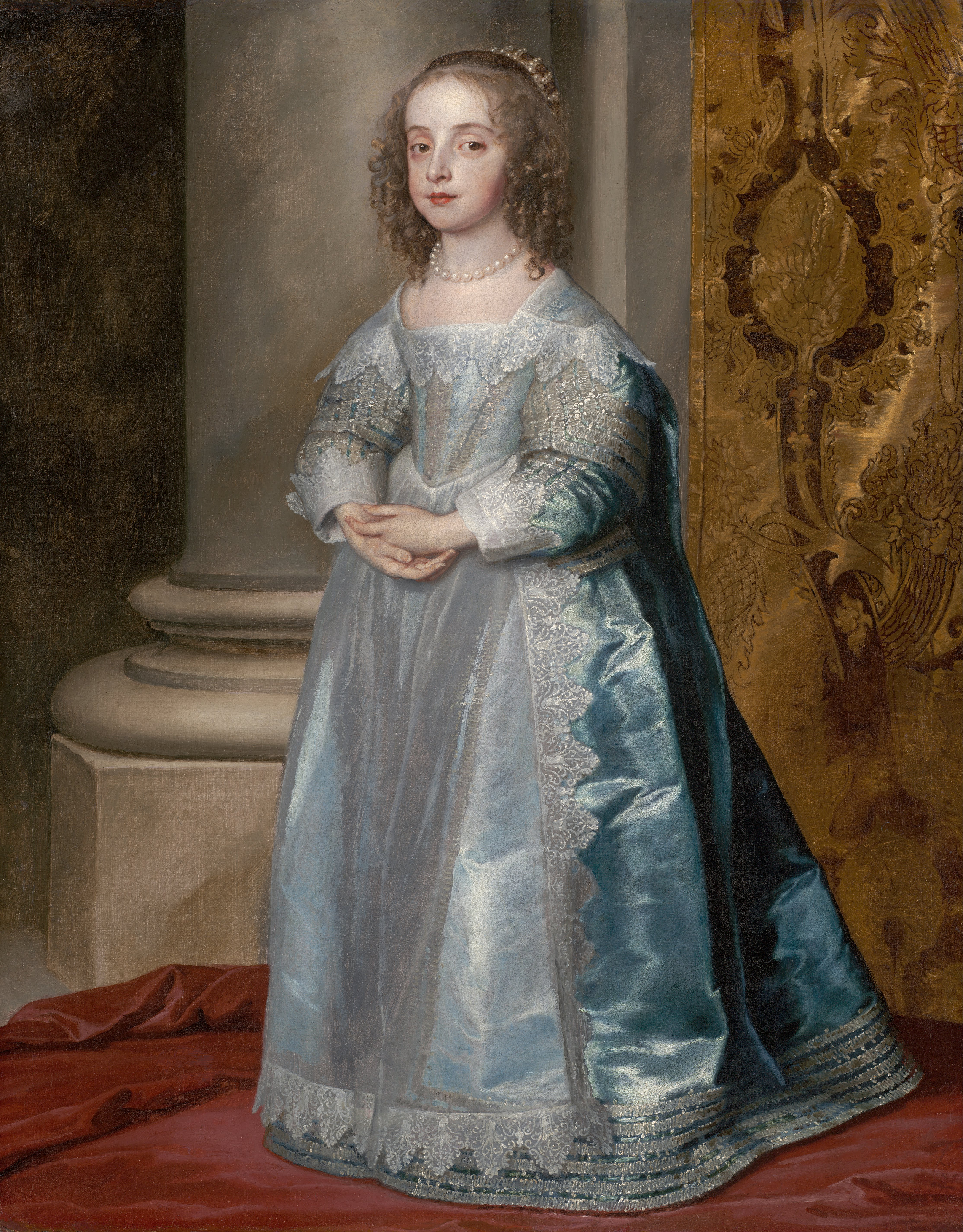
Quadro de Maria c. 1637, por Anthony van Dyck.

A princesa Maria Henriqueta nasceu no dia 4 de novembro de 1631 no Palácio de St. James, em Londres. Ela era a terceira filha, a primeira menina, do rei Carlos I da Inglaterra com sua esposa Henriqueta Maria da França. Ela foi batizada no mesmo dia de seu nascimento, pois havia temores de que a princesa recém-nascida não estivesse com boa saúde e pudesse morrer. A cerimônia foi presidida por William Laud, Arcebispo da Cantuária. A menina recebeu seu primeiro nome em homenagem a sua avó materna, a rainha da França Maria de Médici. A primeira aparição pública de Maria ocorreu em 1640, no batismo de seu irmão Henrique Stuart, Duque de Gloucester, no qual ela foi a única madrinha do pequeno príncipe. O seu pai, Carlos I, a designou como Princesa Real em 1642, estabelecendo assim a tradição de que a filha mais velha do soberano britânico ostentasse esse título. O título veio a ser criado quando a rainha consorte Henriqueta Maria da França, filha do rei Henrique IV da França, imitou a forma como a filha mais velha do rei da França era intitulada em estilo francês Madame Real. Até essa altura, a filha mais velha do monarca inglês e escocês tinha diversos títulos diferentes como Lady ou Princesa. As filhas mais jovens dos reis britânicos não foram consistentemente intituladas no estilo Sua Alteza Real até a ascensão de Jorge I, em 1714.
Maria passou os primeiros anos de sua vida com seus irmãos e irmãs no Palácio de St. James, bem como no Palácio de Richmond e em Hampton Court. Sua educação foi confiada à Jean Ker, Condessa de Roxburghe. Maria era conhecida por sua graça, beleza e maneiras, além disso, ela se destacava na dança, mas seu conhecimento das ciências deixava muito a desejar. A mãe da menina, a rainha Henriqueta Maria, queria converter sua filha ao catolicismo, para o qual ela apresentou uma jovem que professava secretamente o catolicismo ao círculo de amigos de Maria, mas o rei Carlos I rapidamente interrompeu as ações de sua esposa.
Em janeiro de 1640, Maria, de 8 anos, recebeu seu primeiro pedido de casamento de Guilherme II, de 13 anos, filho mais velho e herdeiro de Frederico Henrique, Príncipe de Orange. A mãe do noivo em potencial, Amália de Solms-Braunfels, havia sido uma dama de companhia e amiga próxima da tia de Maria, Isabel Stuart, Rainha da Boêmia, que mais tarde desempenhou um papel importante na vida de Maria. A oferta da Casa de Orange foi inicialmente rejeitada pelo rei Carlos I, que queria dar sua filha em casamento a Baltasar Carlos, Príncipe das Astúrias, único filho e herdeiro do rei Filipe IV da Espanha e também primo-irmão materna de Maria. Um pré-requisito para tal união era a conversão de Maria ao catolicismo, mas a princesa, que a pedido de sua mãe estudou os fundamentos da religião católica, não quis mudar sua fé. Carlos I Luís, Eleitor Palatino, primo-irmão paterno de Maria, também foi um pretendente à sua mão, mas essa proposta também foi rejeitada.

### Casamento

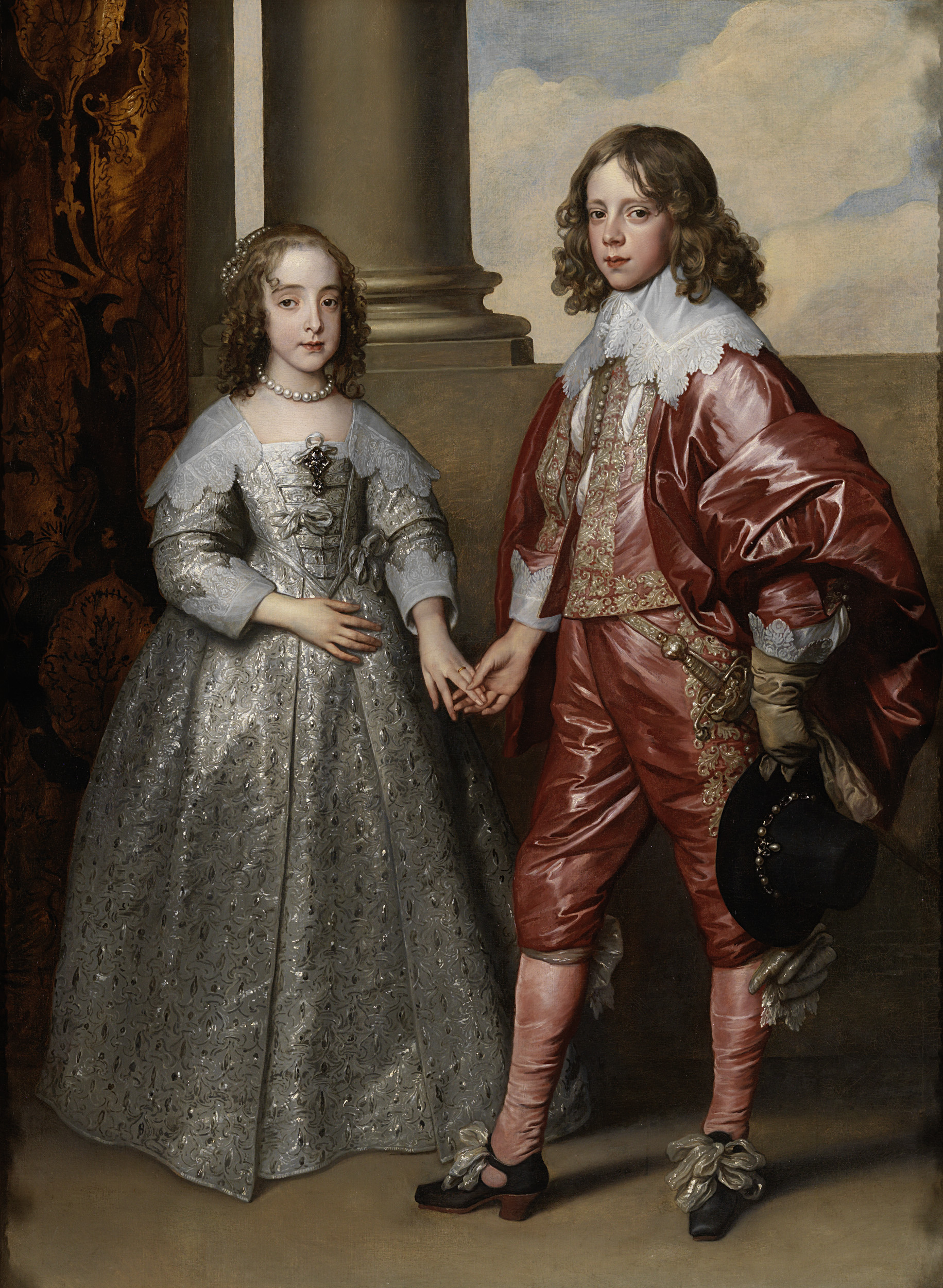
Guilherme II de Orange e Maria, por Anthony van Dyck, 1641.

No final da década de 1630, as relações entre as várias facções da sociedade inglesa tornaram-se muito tensas, as controvérsias sobre religião, relações sociais, moralidade e poder político tornaram-se cada vez mais acaloradas. Ao mesmo tempo, a mãe de Maria, que professava abertamente o catolicismo, tornou-se cada vez mais impopular no país. No final de 1640 e início de 1641, o rei Carlos I decidiu rever as negociações com o príncipe de Orange.
As negociações avançaram rapidamente e já em 10 de fevereiro de 1641 o rei Carlos I anunciou ao parlamento que o acordo sobre o casamento de sua filha estava efetivamente concluído e que só faltava considerar esta união de um ponto de vista político. O próprio soberano inglês esperava que, em caso de emergência, o príncipe de Orange o ajudasse a manter o poder real na Inglaterra. Em abril de 1641, Guilherme chegou a Londres com uma grande comitiva, e ele e Maria se casaram pessoalmente em 2 de maio de 1641 em uma modesta cerimônia na Capela Real do Palácio de Whitehall, em Londres. A noiva de nove anos usava um vestido de prata tradicional com uma cauda que foi carregado por 16 senhoras, enquanto o noivo de 14 anos usava um terno de veludo vermelho. A rainha Henriqueta Maria não pôde comparecer à cerimônia religiosa porque era católica, em vez disso, ela assistiu ao casamento da filha de uma pequena galeria. O casamento da filha mais velha do rei praticamente não foi celebrado na Inglaterra, pois o país estava à beira de uma guerra que estourou em menos de um ano. Maria e Guilherme receberam parabéns dos cortesões, bem como vários presentes, além disso, em homenagem aos recém-casados, uma salva de 120 tiros foi disparada, após a qual Guilherme voltou para os Países Baixos. De acordo com o contrato de casamento, Maria poderia permanecer na Inglaterra até os 12 anos de idade, seu marido tinha de lhe fornecer 1 500 libras por ano para despesas pessoais e no caso da morte prematura de Guilherme, Maria receberia uma pensão de 10 000 libras por ano e duas residências para seu uso pessoal. O contrato de casamento também continha uma cláusula segundo a qual Maria e seus cortesões podiam praticar livremente sua religião, que era um tanto diferente da religião no país de seu marido.

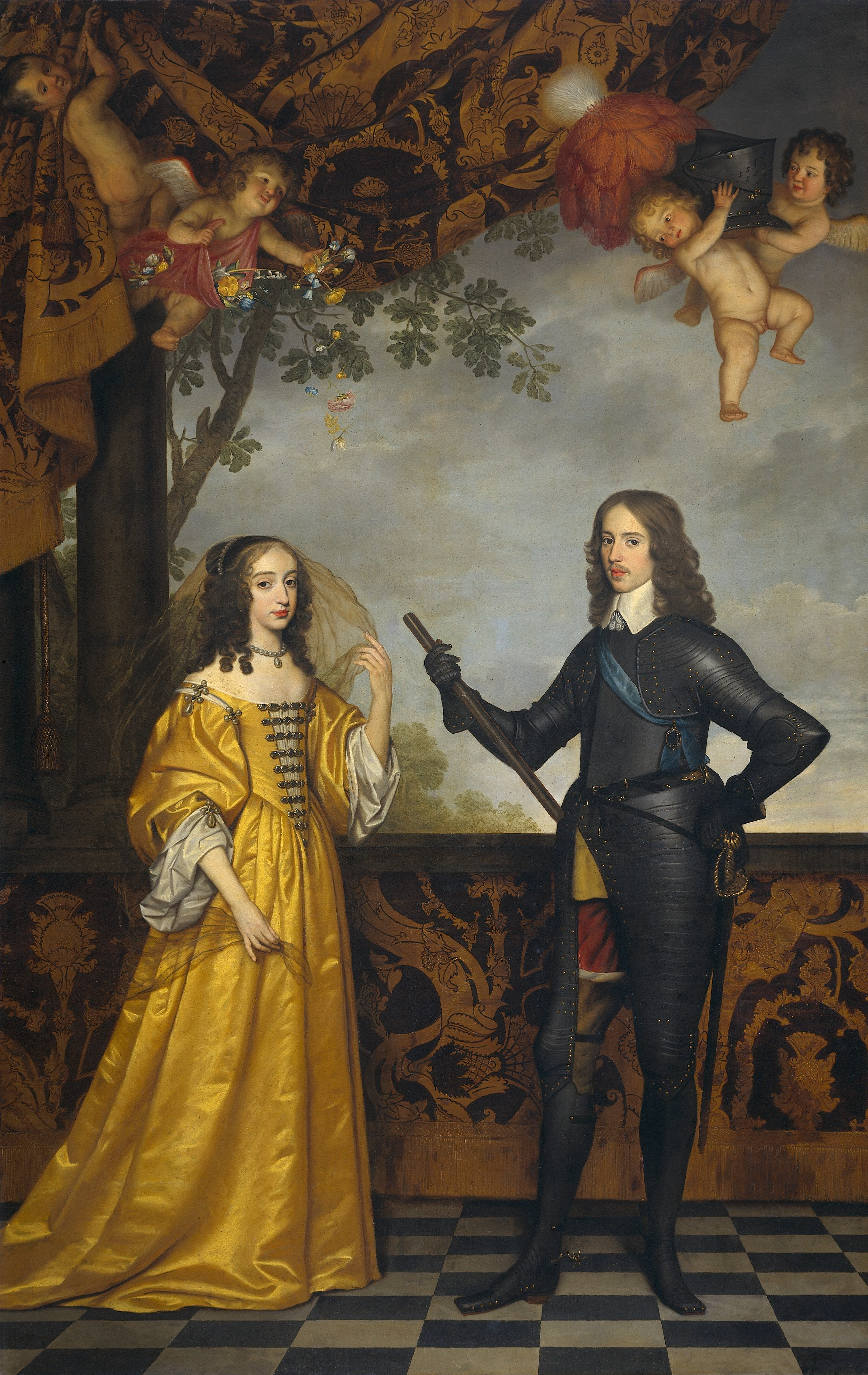
Guilherme II de Orange e Maria, por Gerard van Honthorst, 1647.

No início de 1642, a situação no país era tensa. Maria e seus pais foram forçados a se refugiar em Hampton Court, mas a situação se transformou em uma guerra civil, e em fevereiro a rainha Henriqueta Maria partiu com sua filha para Haia. Para transportar a princesa e sua mãe da Inglaterra para os Países Baixos, uma escolta holandesa de quinze navios foi enviada. Sua governanta, Lady Stanhope, acompanhou Maria e mais tarde se tornou confidente e companheira da princesa. Do ponto de vista político, o casamento de Maria foi parcialmente compensado em 1643, quando a rainha Henriqueta Maria conseguiu convencer o governo holandês a fornecer ao marido um navio com armas e fazer a travessia com ele em Yorkshire.
Em novembro de 1643, uma segunda cerimônia de casamento entre Maria e Guilherme foi realizada em Haia. Apesar do fato de que Maria já tinha 12 anos, seu casamento não foi consumado até 1644. Em fevereiro de 1644, Maria se incorporou completamente à vida da corte holandesa. Ela deu audiências, se reuniu com embaixadores estrangeiros e desempenhou todas as funções que lhe foram atribuídas com uma importância e dignidade surpreendentes para sua idade. Em março, ela participou de uma série de celebrações na corte por ocasião da recente aliança entre a França e Países Baixos.
Maria, que constantemente recebia notícias da Inglaterra, simpatizava com a causa de seu pai e em dezembro de 1646 com um navio mercante holandês ela enviou ao rei Carlos I uma carta na qual ela o instava a aproveitar a oportunidade e fugir para os Países Baixos, mas o soberano inglês não o fez, sendo executado em 1649. Nos Países Baixos, Maria desenvolveu um relacionamento muito caloroso com sua tia, Isabel, a ex-rainha da Boêmia, que estava exilada em Haia. No entanto, Maria não desenvolveu um bom relacionamento com a sogra Amália, por isso tentou minimizar o contato com ela.
Em 14 de março de 1647, o sogro de Maria, Frederico Henrique, Príncipe de Orange, morreu. No dia de sua morte, o parlamento foi convocado, o qual proclamou Guilherme II, como herdeiro de seu pai, stadtholder e chefe do exército. Maria foi então foi reconhecida como a nova Princesa de Orange e Condessa Consorte de Nassau. Em 1648, Maria foi visitada pelos irmãos Carlos, Príncipe de Gales e Jaime, Duque de Iorque. Em 30 de janeiro de 1649, o pai de Maria foi executado. Após a morte de Carlos I, a princesa ajudou muitos nobres ingleses e partidários de seu pai, que foram forçados a fugir do país. Entre aqueles que estavam sob sua proteção as filhas do duque de Iorque, as futuras rainhas Maria II de Inglaterra e Ana da Grã-Bretanha.

### Viuvez e Corregência
No outono de 1647, Maria sofreu um aborto espontâneo, depois do qual ela não conseguiu engravidar por dois anos. No início de 1650, ela estava grávida novamente. No final de outubro, início de novembro, quando a gravidez da princesa estava chegando ao fim, seu marido adoeceu com varíola e morreu em 6 de novembro, logo após sua tentativa de capturar Amesterdão de seus oponentes políticos. Dois dias antes de sua morte, no dia de seu décimo nono aniversário, Maria deu à luz um filho, Guilherme. O berço do príncipe recém-nascido foi coberto com um pano preto em sinal de luto por seu pai. Já que os títulos de stadtholder dos Países Baixos e príncipe de Orange não eram herdáveis, Guilherme não os recebeu imediatamente após o nascimento.
Logo após o nascimento de seu filho, Maria teve vários conflitos com sua sogra. Ela planejava nomear seu filho Carlos em homenagem a seu pai executado, mas Amália insistiu que o menino se chamasse Guilherme, que seria uma escolha mais adequada. O primeiro governante das Províncias Unidas dos Países Baixos se chamava Guilherme e, além disso, o falecido pai do menino também queria nomear seu filho com o tradicional nome. Tendo vencido a batalha pelo nome de seu neto, Amália agora queria se tornar sua tutora legal, referindo-se ao fato de que Maria era muito jovem. Em 13 de agosto de 1651, o Supremo Tribunal determinou que a tutela seria compartilhada entre Maria, sua sogra e Frederico Guilherme, Eleitor de Brandemburgo, cuja esposa, Luísa Henriqueta, era tia paterna de Guilherme. o eleitor foi escolhido porque ele poderia atuar como um mediador neutro entre as duas mulheres, mas também porque como um possível herdeiro ele estava interessado em proteger a fortuna da família Orange, que Amália temia que Maria desperdiçasse.

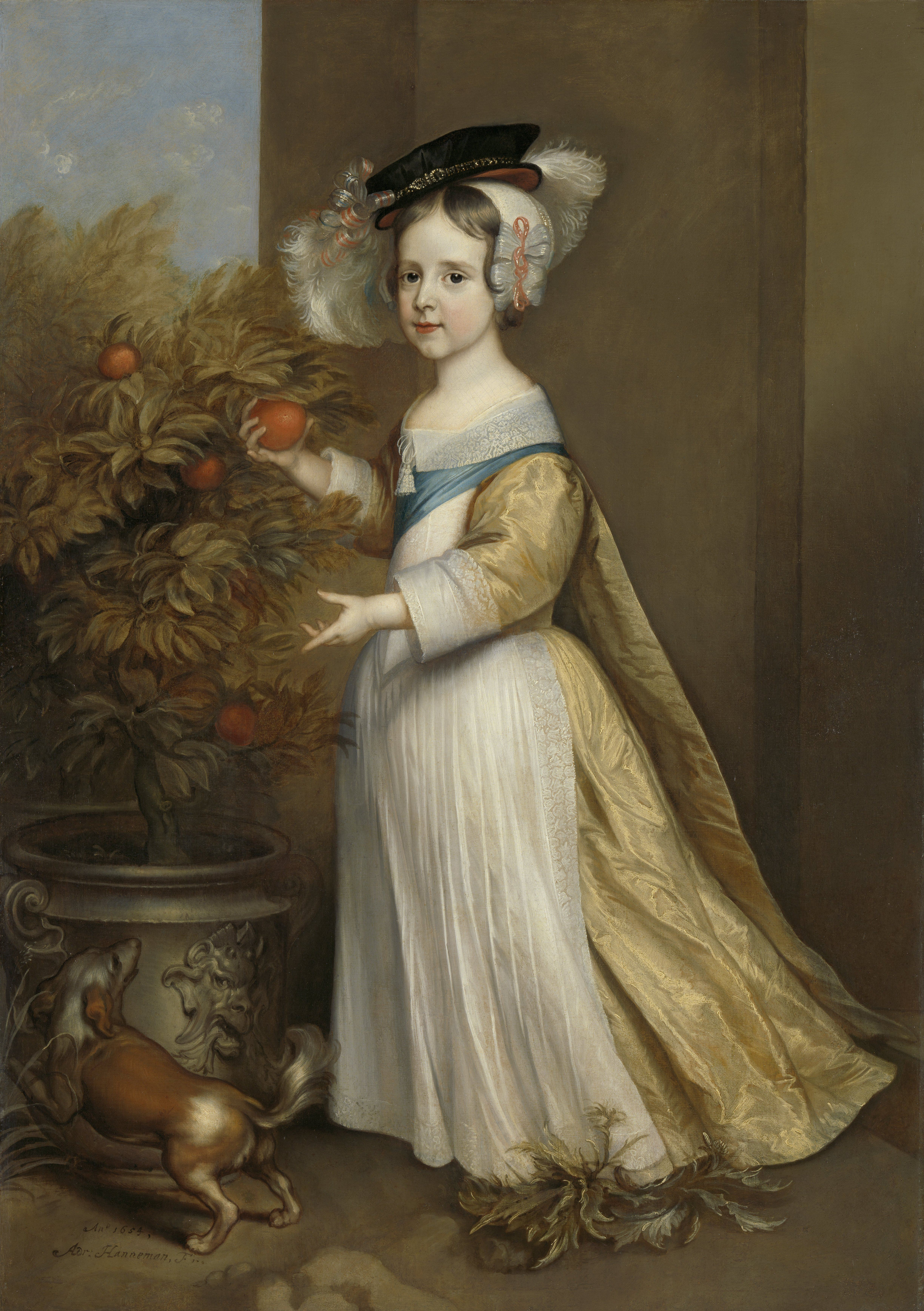
Guilherme em 1654 por Adriaen Hanneman. No Rijksmuseum.

Em geral, Maria não era popular nos Países Baixos, que simpatizava com Oliver Cromwell. A própria princesa, por causa de tais preferências dos holandeses, recusou-se a contratá-los para servir ao filho. Em janeiro de 1650, Maria, junto com seu irmão Jaime e tia Isabel, planejou celebrar modestamente o primeiro aniversário da morte de seu pai, mas o governo holandês considerou até mesmo eventos modestos ofensivos ao novo governo inglês. Um pouco mais tarde, quando enviados do parlamento inglês foram recebidos pelos Países Baixos, Maria retirou-se para Breda, mas a influência de seu partido não permitiu que os ingleses concluíssem uma aliança com os holandeses. Depois que Maria recebeu secretamente seu irmão Carlos II em 1651, pretendente ao trono inglês, o governo holandês a proibiu de receber qualquer um de seus parentes. A casa de Maria e sua tia era chamada de "ninho de víboras", tecendo conspirações contra os Países Baixos, Inglaterra e Cromwell em particular.
Em 1652, o clima nos Países Baixos mudou devido ao início da guerra com a Inglaterra. O filho de Maria foi oficialmente eleito o stadtholder da Zelândia e de várias províncias do norte, mas Witte de With, o líder da república, impediu Guilherme de ser eleito nos Países Baixos. Além disso, ao concluir um tratado de paz, Cromwell insistiu na adoção do Ato de Reclusão, que proibia os Países Baixos de nomear membros da dinastia Orange para o cargo de stadtholder. Outro requisito de Cromwell era a expulsão de todos os inimigos da Comunidade da Inglaterra do território holandês. Maria fez um protesto oficial, mas não foi levado em consideração, apesar do fato de que o país estava ameaçado de guerra civil, o tratado de paz foi assinado em 27 de maio de 1654.
As preocupações de Maria com a posição de seu filho afetaram sua saúde. Para cortar suas próprias despesas, ela anunciou sua intenção de abandonar dois dos quatro palácios à sua disposição. Em julho de 1654, ela foi para um balneário, onde passou algumas semanas, e depois foi visitar seu irmão Carlos em Colônia, onde ficava sua corte. Ela retornou aos Países Baixos em outubro, mas em julho de 1655 ela foi novamente para a corte do irmão em Colônia, visitou um convento em Frankfurt incógnita e voltou para casa em 15 de novembro. Em janeiro de 1656, Maria foi para Paris, onde vivia sua mãe e sua irmã mais nova, Henriqueta Ana, e foi recebida com todas as honras pela corte francesa.

### Últimos anos e morte
Ainda nos Países Baixos, Maria, agora viúva, foi cortejada por vários admiradores e pretendentes, entre os quais estava George Villiers, 2.º Duque de Buckingham. De acordo com contemporâneos, o duque Carlos Emanuel II de Saboia, Ernesto Augusto, Eleitor de Hanôver e seu irmão Jorge Guilherme de Brunsvique-Luneburgo pediram a mão de Maria em casamento mas ela recusou todas as propostas. Além disso, o Cardeal Mazarin mostrou especial favor à princesa e também espalhou rumores de que ela estava tendo um caso com o casado Henry Jermyn, um membro da comitiva de seu irmão Jaime, Duque de Iorque. Os rumores eram infundados, mas Carlos II os levou a sério e tentou evitar qualquer contato posterior entre Jermyn e Maria. A princesa deixou Paris em 21 de novembro e, após uma estadia de dois meses na corte de seu irmão em Bruges e voltou para Haia. Logo após seu retorno, Maria soube que sua sogra oferecera sua filha Henriqueta Catarina em casamento a Carlos II, o que irritou profundamente a princesa. Em 1658, Amália de Solms-Braunfels tentou obter o posto de regente única, mas a princesa, com o apoio de seus parentes franceses, conseguiu repelir as intrigas da sogra.
Em novembro de 1659, Maria enviou seu filho para estudar na Universidade de Leiden. Em 14 de maio de 1660, o parlamento holandês informou Maria, que estava em Breda, sobre a restauração da monarquia na Inglaterra e a ascensão ao trono de seu irmão Carlos. Poucos dias depois, ela participou das celebrações em Haia nesta ocasião. Maria passou a ocupar o quinto lugar na linha de sucessão ao trono inglês e, portanto, a atitude em relação à própria princesa nos Países Baixos tornou-se muito mais tolerante. Em todas as cidades por onde Maria e Guilherme III estavam passando ou compareciam a eventos solenes, eram saudados com honras reais. Após a restauração foi proclamado que o Ato de Reclusão era nulo, uma vez que não existia mais a República Inglesa, e em 1660, Maria, unida com sua sogra, tentou convencer os estados de várias províncias a reconhecerem Guilherme como futuro stadtholder, mas muitos recusaram de início.
Em 30 de setembro de 1660, Maria embarcou para a Inglaterra, onde, conhecendo sua preocupação com seus compatriotas e irmãos exilados, foi calorosamente recebida. Ao chegar a Londres, Maria descobriu, para sua surpresa e consternação, que seu irmão, o rei, não só reconheceu o casamento de Jaime, Duque de Iorque, com Ana Hyde, a ex-dama de companhia de Maria, mas também declarou que seus futuros filhos seriam legítimos e teriam plenos direitos de sucessão. Este fato aborreceu Maria tanto que ela decidiu encurtar significativamente sua visita à sua terra natal. Ela compareceu ao serviço oficial na Capela de Whitehall, onde todos que queriam vê-la se reuniram, e também deu uma recepção privada em Whitehall para Elias Ashmole para ver algumas curiosidades anatômicas. Ela aceitou um presente em dinheiro do parlamento, recebido em uma carta datada de 7 de novembro, e pediu um dote há muito prometido, para resolver esse problema, o rei nomeou uma comissão. Em novembro de 1660, Maria encontrou-se com a embaixada dos Países Baixos, que veio para renovar uma aliança com a Inglaterra.
Em 20 de dezembro, a corte inglesa foi surpreendida pela notícia de que Maria estava gravemente doente com varíola. Tendo recebido esta notícia, a rainha Henriqueta Maria permaneceu ao lado da cama de sua filha moribunda e fez uma última tentativa de convertê-la ao catolicismo, mas Maria recusou. A rainha conseguiu insistir que seu médico francês assumisse o tratamento da princesa, o que, como muitos contemporâneos acreditavam, foi fatal para Maria, já que o médico era um fervoroso defensor da sangria. Em 24 de dezembro, Maria assinou seu testamento e morreu momentos depois. A seu pedido, ela foi enterrada na Abadia de Westminster ao lado de seu irmão Henrique, Duque de Gloucester, que também havia morrido de varíola dois meses antes.
Em seu testamento, Maria pediu ao rei que cuidasse dos interesses de seu filho de 10 anos, cuja única tutora agora era sua avó Amália. Em 4 de julho de 1672, Guilherme, de 21 anos, após vários anos de confronto com o governo dos Países Baixos, foi proclamado stadtholder. Cinco anos depois, ele se casou com sua prima Maria, filha de Jaime, Duque de Iorque e Ana Hyde. Em 1688, com o apoio dos protestantes ingleses, Guilherme depôs o pai de Maria, que havia ascendido ao trono como Jaime II em 1685, e com sua esposa foi proclamado rei da Inglaterra, Escócia e Irlanda.

## Galeria

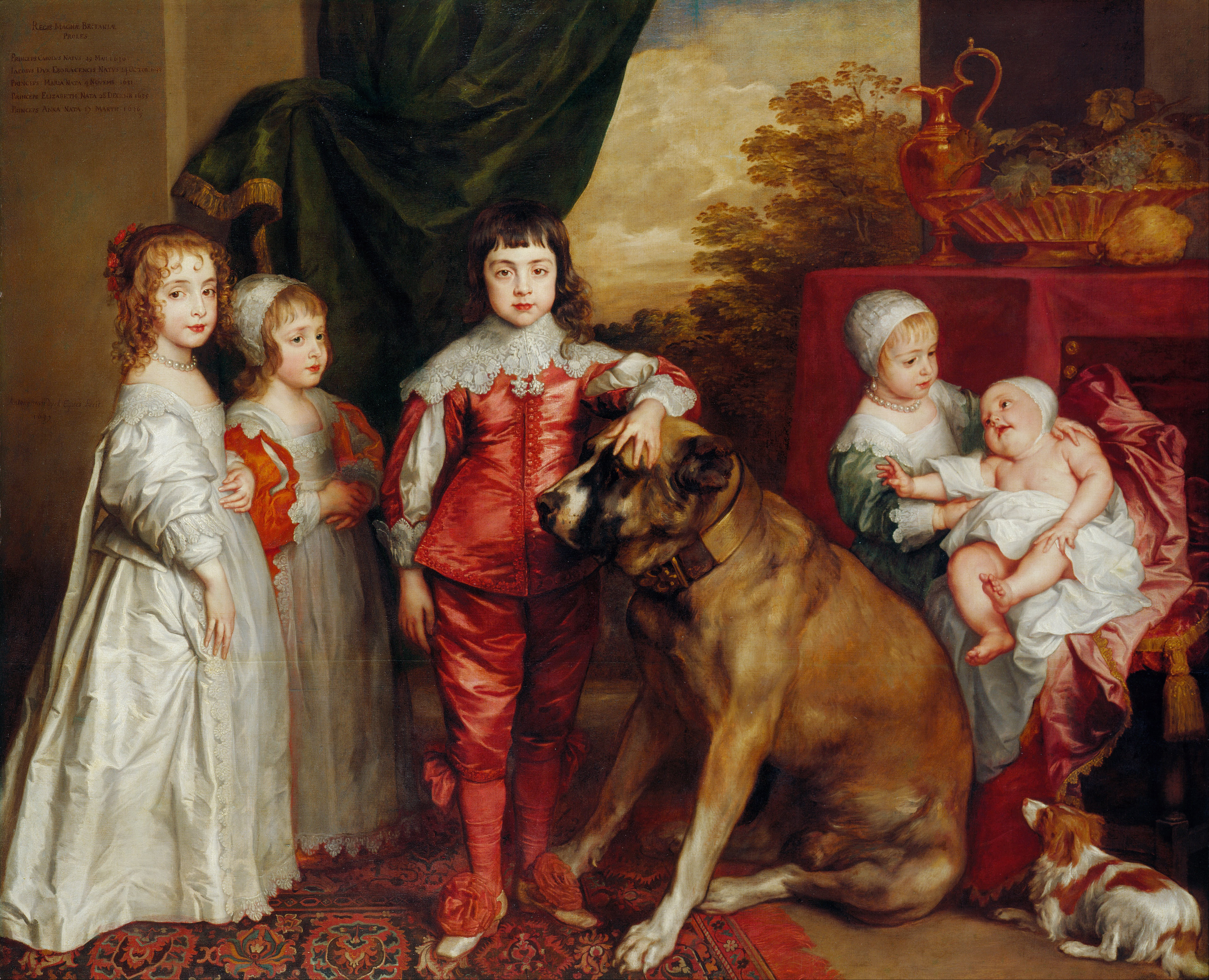
Cinco Filhos Mais Velhos de Carlos I, por Antoon van Dyck em 1637. Maria é a primeira no canto inferior esquerdo.
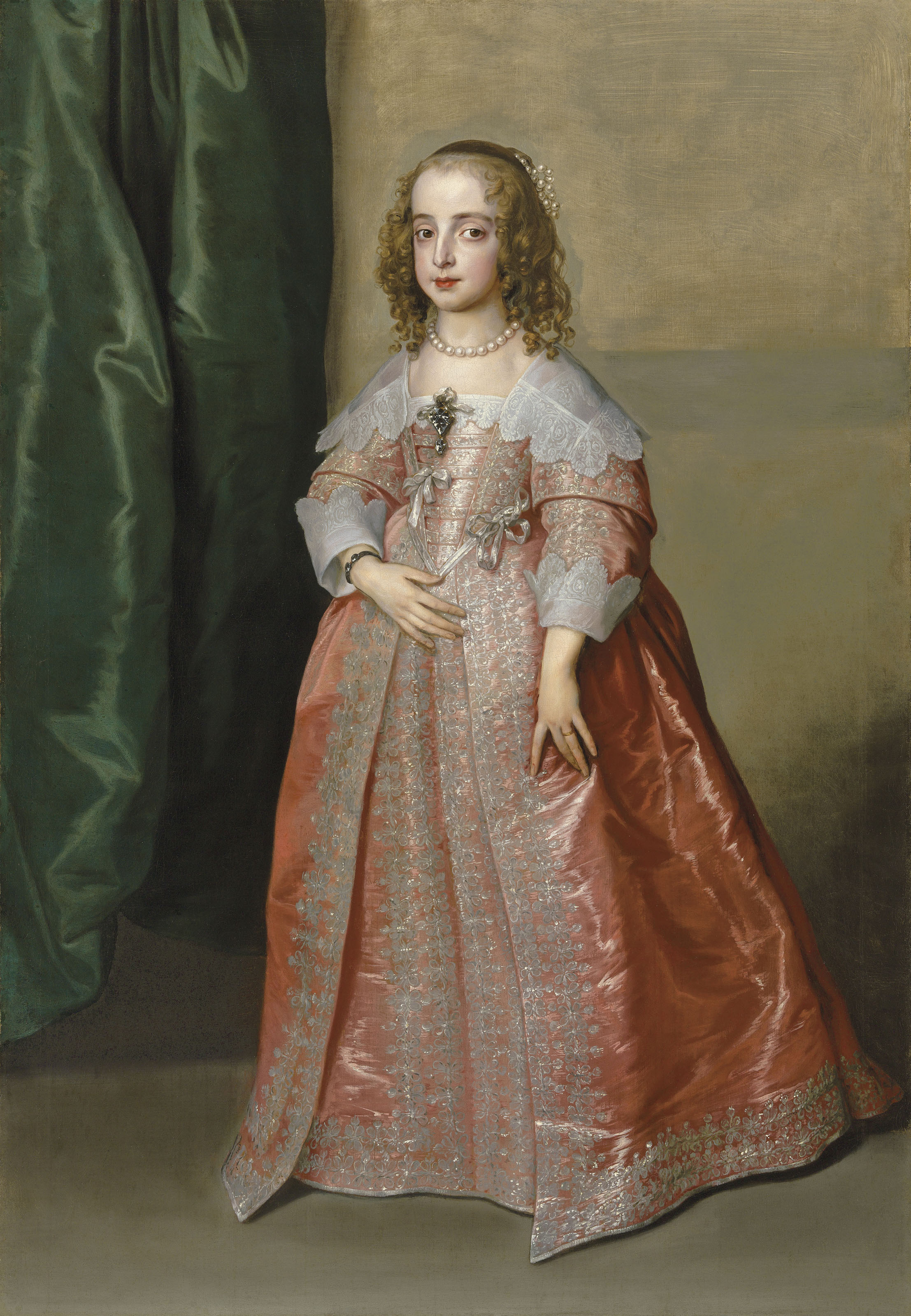
Retrato de Maria com vestido rosa decorado com bordados de prata e fitas, por Antoon van Dyck em 1641.
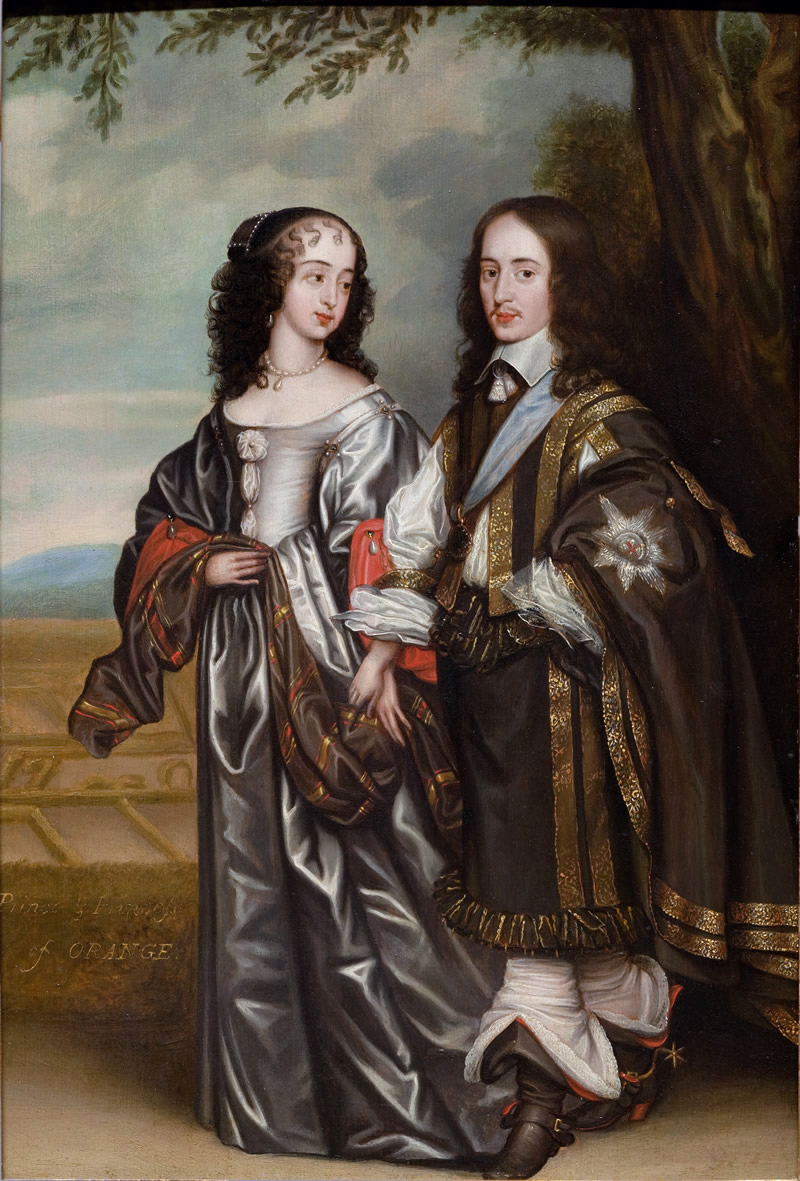
Guilherme II, Príncipe de Orange e Maria, por Gerard van Honthorst.
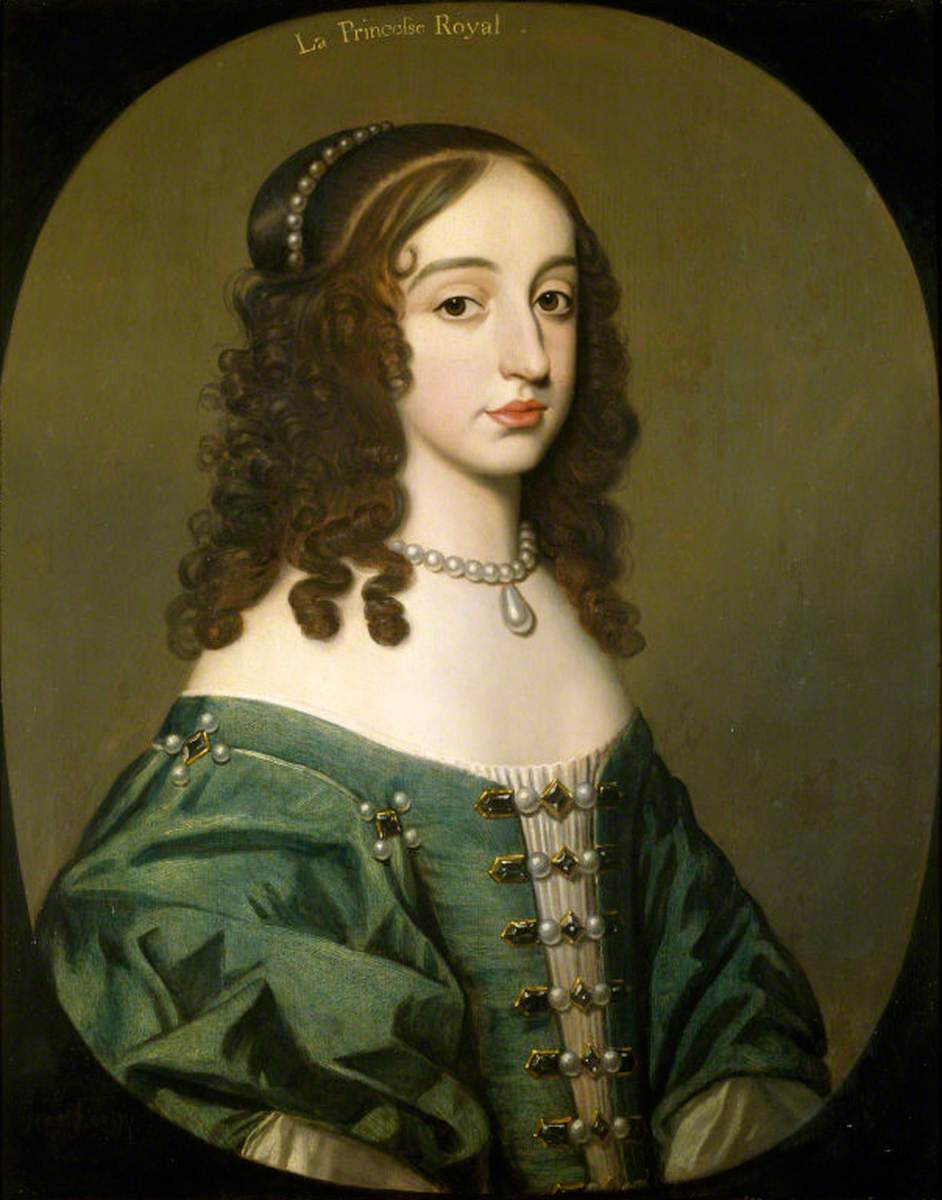
Princesa Maria Stuart, Princesa de Orange (1631-1660), por Gerard van Honthorst. No National Trust.